# Prespa (ciudad medieval)

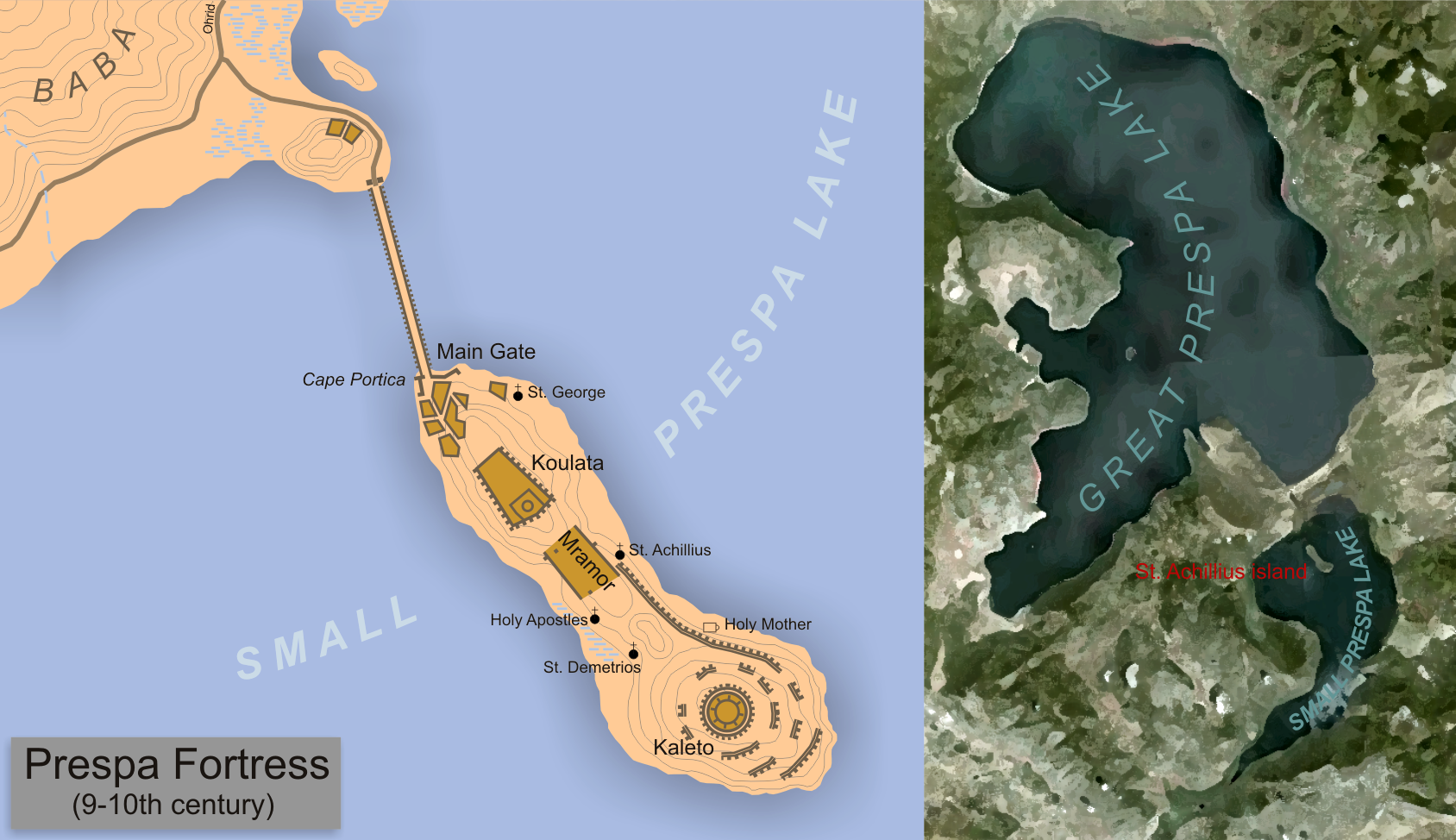
Fortaleza de Prespa.

Prespa (en búlgaro:Преспа) fue una ciudad medieval situada en la zona homónima en el suroeste de Macedonia. Fue la residencia y el lugar donde murió el zar búlgaro Samuel y según algunos historiadores fue la capital del Primer Imperio Búlgaro y la sede del Patriarcado de Bulgaria en las últimas décadas del siglo x.

## Ubicación

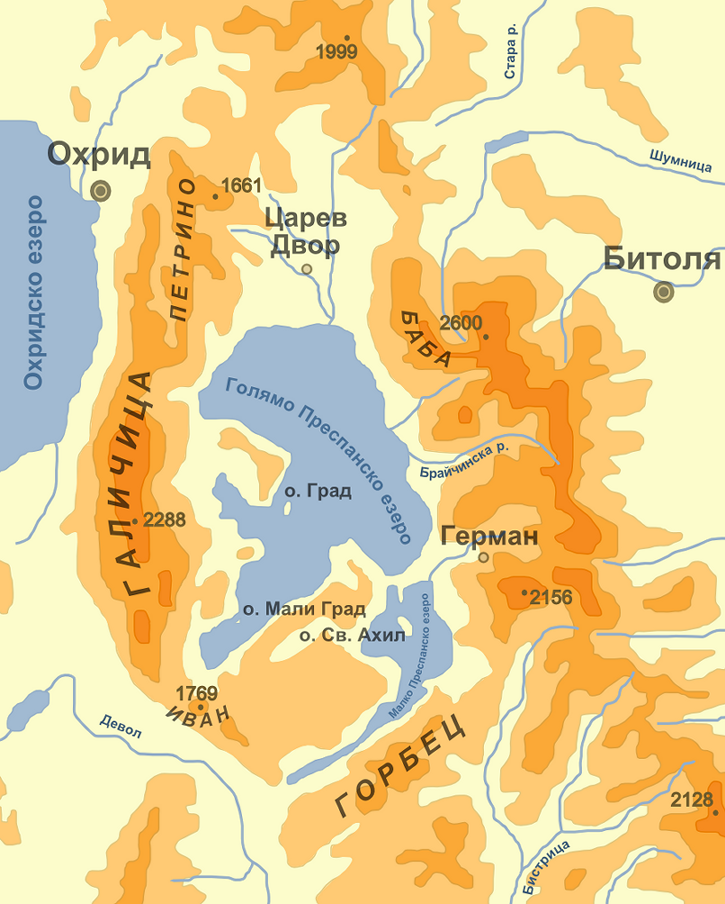
Mapa del valle de Prespa.

El topónimo de Prespa es utilizado para un lago, un asentamiento insular o simplemente una isla. Las fronteras exactas y el carácter de la ciudad son difíciles de definir por las fuentes históricas. Ella ha sido buscada en el valle del lago Prespa, rodeada por los montes Baba, Petrino, Galichica, Zvezda y Kobrets. Está situada en los territorios de tres países modernos: Albania, Macedonia del Norte y Grecia. De acuerdo con la investigación arqueológica, en la Alta Edad Media hubo actividades de construcción en los siguientes sitios:
- En la isla de San Aquilo en el pequeño lago Prespa (hoy en Grecia).[2]
- En el actual pueblo de San Germano al este del pequeño lago Prespa en Grecia.
- En las islas de Golem Grad (en Macedonia del Norte) y Maligrad (en Albania) en el lago Prespa.
- En las cercanías de la moderna aldea Carev Dvor en el norte del lago.
- En la cumbre de Galichica, la cadena montañosa entre Prespa y el lago Ohrid (la fortaleza Vasiliada).[1]

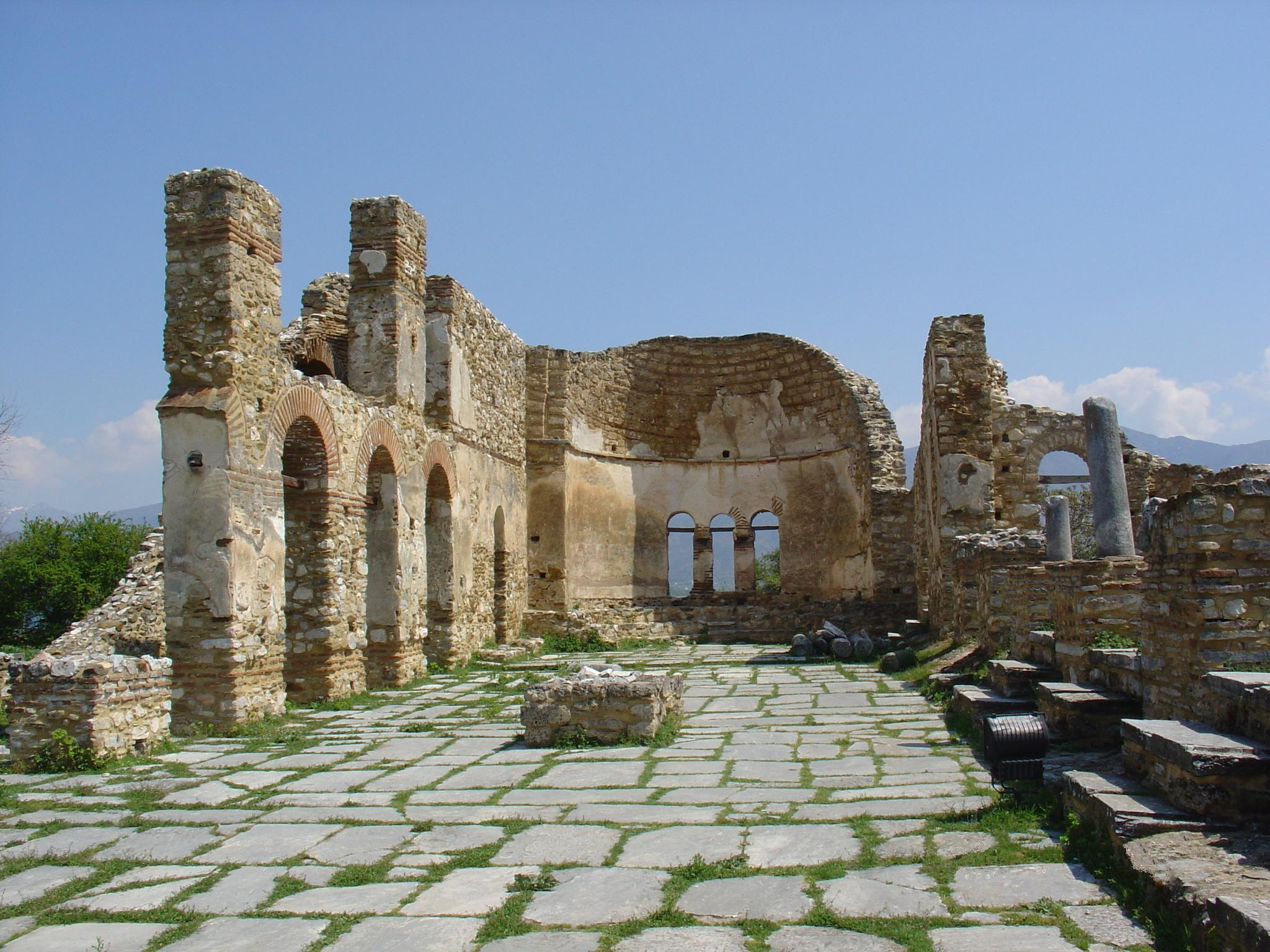
Las ruinas de la Basílica de San Aquilo en Prespa.

Es probable que la propia ciudad, el centro de esta aglomeración de asentamientos, fuera situada en la isla de San Aquilo. Es la mayor de las tres islas mencionadas (1.700 m de longitud y 500 m de ancho). Las ruinas de varias iglesias han sido descubiertas, incluyendo una gran basílica, que fue según algunos investigadores una de las siete grandes iglesias construidas por el príncipe Boris I después de la cristianización de Bulgaria, mientras que otros sugieren que fue construido por griegos tesalios por órdenes del emperador Samuel. Su proyecto arquitectónico es similar al de la Gran Basílica de la antigua capital Pliska. Hay vestigios de las primeras pinturas y esculturas medievales búlgaras en las ruinas. En el lado interior del ábside están escritos los nombres de los obispos que estaban subordinados al Patriarca de Bulgaria a finales del siglo X. La parte central de la isla junto con las alturas de Kale (en búlgaro para fortaleza) y Kulata (torre) solían estar fortificadas. Había iglesias y probablemente edificios residenciales en las partes bajas y a lo largo de la costa. Esa zona constituye la ciudad exterior. El extremo norte se llamaba Porta (Puerta) que puede indicar que en la ciudad exterior también había estructuras de defensa.

## Historia

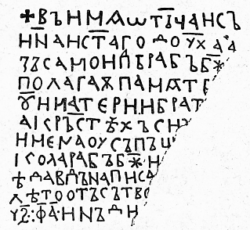
La inscripción de Samuel encontrada en el pueblo de Germano.

La ciudad obtuvo un gran significado político después de 971 cuando la capital de Bulgaria Preslav fue tomada por los bizantinos. Prespa fue uno de los centros de la sublevación de los hermanos Cometopulo que mantuvieron las tierras búlgaras occidentales fuera de la ocupación bizantina. Hay teorías que la ciudad del lago fue la residencia del mayor de los cuatro hermanos, David, antes de ser asesinado en el año 976. Después se convirtió en la residencia de Samuel que gobernó el Imperio búlgaro después del asesinato de su hermano Aarón en 976 o 986 y sobre todo después de que el legítimo zar Román fue capturado por los bizantinos en 991. Debido a este hecho, algunos autores sugieren que Prespa se convirtió en la capital oficial del imperio. Según la Enciclopedia de Bulgaria la ciudad fue la capital entre 973 y 996, según a la Enciclopedia de Cirilo y Metodio fue capital alrededor de 1015, pero muchos medievalistas no están de acuerdo con eso. Algunos piensan que Sofía fue el centro político del país hasta 986 mientras que otros consideran que Prespa nunca fue una capital oficial de Bulgaria, a diferencia de Skopie y Ocrida.
Después de la conquista de Larisa en Tesalia en 983 o 985, Samuel tomó las reliquias de San Aquilo para Prespa. La gran isla del pequeño lago Prespa lleva el nombre del santo. Durante el gobierno de Samuel había palacios en la isla que estaban conectados a una torre en la orilla opuesta por medio de un banco de arena artificial. En la orilla oriental del lago, cerca del pueblo de Germano, Samuel realizó una inscripción dedicada a sus padres, Nicolás y Ripsimia de Armenia, y su hermano mayor David. Cuando en 997 Samuel fue proclamado zar la sede del Patriarcado de Bulgaria estaba en Prespa pero fue trasladada posteriormente a Ocrida.
Inmediatamente después de la desastrosa derrota a manos de los bizantinos en la batalla de Clidio el zar Samuel buscó refugio en Prespa. Allí vio a sus soldados, cegados por el emperador bizantino Basilio II y murió de un ataque al corazón 6 de octubre de 1014. Prespa permaneció como residencia imperial por su sucesor. En 1016 el príncipe serbio Jovan Vladimir fue asesinado en Prespa por órdenes del zar Iván Vladislav. Los bizantinos conquistaron Prespa en 1018 después que la mayor parte de la nobleza búlgara se rindió ante Basilio II. El emperador no destruyó la fortaleza pero le cambió el nombre a Constantia.
Prespa fue destruido junto con la basílica de San Aquilo y los palacios de Samuel por mercenarios europeos occidentales en 1073 como resultado de la rebelión de Jorge Voiteh que trató de restablecer la independencia de Bulgaria. Prespa fue mencionada como un centro administrativo en las fuentes del siglo xii. Fue conquistada por el Despotado de Epiro en el comienzo del siglo xiii, luego por Bulgaria y en 1259 fue capturado por el Imperio de Nicea. No volvió a ser mencionado en fuentes posteriores.
Durante las excavaciones en 1969, el arqueólogo griego Nikolaos Moutsopoulos descubrió una tumba que se cree que es el lugar de sepultura del zar Samuel.